# Jelena Krivosjej
Jelena Anatoljevna Krivosjej (ryska: Елена Анатольевна Кривошей), född den 1 februari 1977 i Sverdlovsk, Ryska SFSR, är en rysk före detta gymnast.
Hon tog OS-brons i rytmisk gymnastik för trupper i samband med de olympiska gymnastiktävlingarna 1996 i Atlanta.